# Desmopsis maxonii
Desmopsis maxonii Saff. – gatunek rośliny z rodziny flaszowcowatych (Annonaceae Juss.). Występuje naturalnie w Kostaryce oraz Panamie. 

## Morfologia
PokrójZimozielone drzewo lub krzew dorastające do 1,5–10 m wysokości.
LiścieMają kształt od eliptycznego do owalnego. Mierzą 2,1–22 cm długości oraz 0,9–8,7 cm szerokości. Nasada liścia jest klinowa. Liść na brzegu jest całobrzegi. Wierzchołek jest ostry lub spiczasty. Ogonek liściowy jest owłosiony i dorasta do 3–8 mm długości.
KwiatySą pojedyncze lub zebrane po 2 w pęczki. Rozwijają się w kątach pędów. Działki kielicha mają owalny kształt i dorastają do 8 mm długości. Płatki mają trójkątny kształt i osiągają do 30–36 mm długości. Kwiaty mają około 80 pręcików i 6–15 słupków.
OwocePojedyncze. Mają owalny kształt. Osiągają 21 mm długości.

## Biologia i ekologia
Rośnie w lasach. Występuje na wysokości od 600 do 1600 m n.p.m.